# Кладония уродливая
Кладония уродливая (лат. Cladonia portentosa)  — вид лишайников рода Кладония (Cladonia) семейства Кладониевые (Cladoniaceae). Была описана в 1865 году в Bulletin de l'Académie Royale des Sciences de Belgique Classe des Sciences бельгийским ботаником и микологом Эженом Кэманом.

## Описание
Первичный таллом горизонтальный, быстро исчезающий, незаметный, состоит из мелких зеленовато-жёлтых бугорков. Подеции  5—10 см, зеленовато-серые, образуют отдельные кустики, реже — подушки (до несколько метров в диаметре) или куполовидные головки, напоминающие Cladonia stellaris. Поверхность гладкая, бледно-серо-зеленоватая или кремовая, в тени — бледная и беловатая, в сухих местах — желтоватая, цвета слоновой кости. Апикальные веточки тонкие, острые, прямостоячие или отогнутые неравномерно в разные стороны, одинакового цвета со слоевищем. Пазухи часто продырявленные. Апотеции тёмно-коричневые, встречаются редко. Содержимое пикнидий бесцветное. Фотобионтом является 
требуксия.

## Классификация
Имеет четыре разновидности:

Cladonia portentosa f. portentosa. Подеции в верхней части сильно разветвлённые, жёлто-зеленоватые, образуют головковидные кустики. Встречается довольно редко, обитает в лесных массивах.

Cladonia portentosa f. spumosa.  Пазухи с широкими перфорациями, по краям с короткими вертикальными веточками.

Cladonia portentosa f. condensata. Имеет тонкие подеции, образующие подушки желтого или слонового цвета. Распространена на пустошах вблизи побережий, а также на скалах.

Cladonia portentosa f. laxiuscula. Подеции разветвлённые, образуют равномерные подушки. Распространена в лесных массивах.

## Места обитания и распределение
Обитает на открытых местах, на замшелых скалах, среди мхов, в верещатниках, верховых болотах, на песчаной почве.
Субокеанический голарктический вид. Встречается преимущественно в приморских регионах Европы, Азии, Северной Америки.

## Охранный статус
В России занесена в Красную книгу Ульяновской области.